# Gorxheimertal
Gorxheimertal è un comune tedesco di 4 156 abitanti,, situato nel land dell'Assia.